# NASA AD-1
Ames AD-1 ( русск. Эймес АД-1 ) — экспериментальный самолёт Ames Research Center и Берта Рутана для изучения концепции поворотного крыла асимметрично изменяемой стреловидности (pivot-wing). Первый в мире самолёт с "косым крылом". По сравнению с крылом симметрично изменяемой стреловидности данная схема имеет на 11-20% меньшее лобовое сопротивление, на 14% меньшую массу и на 26% меньшее волновое сопротивление.

## История
Самолёт был построен в 1979 году и совершил первый полёт 29 декабря того же года. Испытания проводились до начала 1982 года. За это время AD-1 освоили 17 лётчиков. После закрытия программы самолёт поместили в музей города Сан-Карлос, где он находится до сих пор.

## Лётные данные
| Размах крыла, м             | 9,75  |
| Площадь крыла, м2           | 8,6   |
| Длина, м                    | 11,8  |
| Высота, м                   | 2,06  |
| Масса пустого, кг           | 658   |
| Максимальная взлётная, кг   | 973   |
| Тяга двигателей, кг/с       | 2×100 |
| Крейсерская скорость, км/ч  | 274   |
| Максимальная скорость, км/ч | 400   |
| Экипаж                      | 1     |